# Solidaridad I
O Solidaridad I foi o primeiro satélite de comunicação geoestacionário da segunda geração de satélites de comunicações mexicanos colocado em órbita. Construído e lançado sob contrato dada pelo Ministério das Comunicações e Transportes, ele foi construído pelo Grupo de Espaço e Comunicações da Hughes Aircraft, e de propriedade da operadora mexicana de satélites Satmex, com sede na Cidade do México. O satélite foi baseado na plataforma HS-601 e sua expectativa de vida útil era de 14 anos. O mesmo saiu de serviço em 27 de agosto de 2000 após sofrer várias falhas desde o ano de 1999 quando o principal processador de Controle do Satélite (SCP) falhou. O segundo SCP também falhou e o satélite não pode, portanto, ser transferido para uma órbita cemitério.

## História
Ele fazia parte de uma série de satélites de comunicações mexicanos chamados de satélites Solidaridad.
O satélite encerrou suas operações em 2000, antes de terminar a sua vida útil devido a uma falha elétrica nos seus instrumentos, causando problemas em vários serviços de telecomunicações no país, serviços que foram transferidos para o satélite Solidaridad II.

## Lançamento
O satélite foi lançado com sucesso ao espaço no dia 20 de novembro de 1993, às 20:17:00 UTC, por meio de um veículo Ariane 44LP a partir do Centro Espacial de Kourou, na Guiana Francesa, juntamente com o satélite Meteosat 6. Ele tinha uma massa de lançamento de 2.776 kg.

## Falha técnica
A vida útil do satélite Solidaridad I terminou em 27 de agosto de 2000, depois de várias falhas terem ocorridas durante o ano de 1999, pondo em risco a futura utilização das frequências e larguras de banda operacionais coordenados na região.

## Capacidade
O Solidaridad I é equipado com 16 transponders em banda Ku ativos, 18 em banda C ativos e um em banda L fornecia televisão, telecomunicações, dados, fax, e serviços de rede em banda C, em banda Ku e em banda L.

## Cobertura
O satélite podia ser recepcionado em todo o território do México, na América Central, nas ilhas do Caribe, no sul dos Estados Unidos e na maior parte da América do Sul.